# Diane de Grand Lieu

Diane de Grand Lieu est une série de bandes dessinées érotiques.
- Scénario, dessins et couleurs : Bernard Dufossé (sous le nom de Hanz Kovacq)
- Éditeur : I.P.M.

## Synopsis
En 1793 en Vendée, Diane, la fille du baron de Grand Lieu, porteuse d'un message important pour les troupes royalistes tombe entre les mains des républicains.

## Albums
- Diane de Grand Lieu T.1 (2003)
- Diane de Grand Lieu T.2 (2004)